# 陈清泉
陈清泉，GBS（縮寫 ，1937年1月14日—），原籍福建漳州，生于印度尼西亚马吉朗市，中国电机电力驱动、电动车专家，香港大学教授、1997年当选中国工程院院士、英国皇家工程院院士、世界电动车协会主席、剑桥大学丘吉尔学院院士等职。被誉为“亚洲电动车之父”。2019年7月獲頒銀紫荊星章。2024年7月獲頒金紫荊星章。

## 生平
原籍福建漳州，1937年出生于印度尼西亚的马吉朗市，1957年毕业于北京矿业学院，1959年获清华大学获硕士学位，此后获香港大学哲学博士，乌克兰敖德萨理工大学荣誉博士。在科技领域发明了多种电动车的特种电机、控制装置等技术，其成果多次在国际上获奖，香港工程师学会最高荣誉金勋章，英国皇家工程院菲利普亲王勋章并誉为“电动汽车之父”。